# Ziemia obiecana (film 1974)

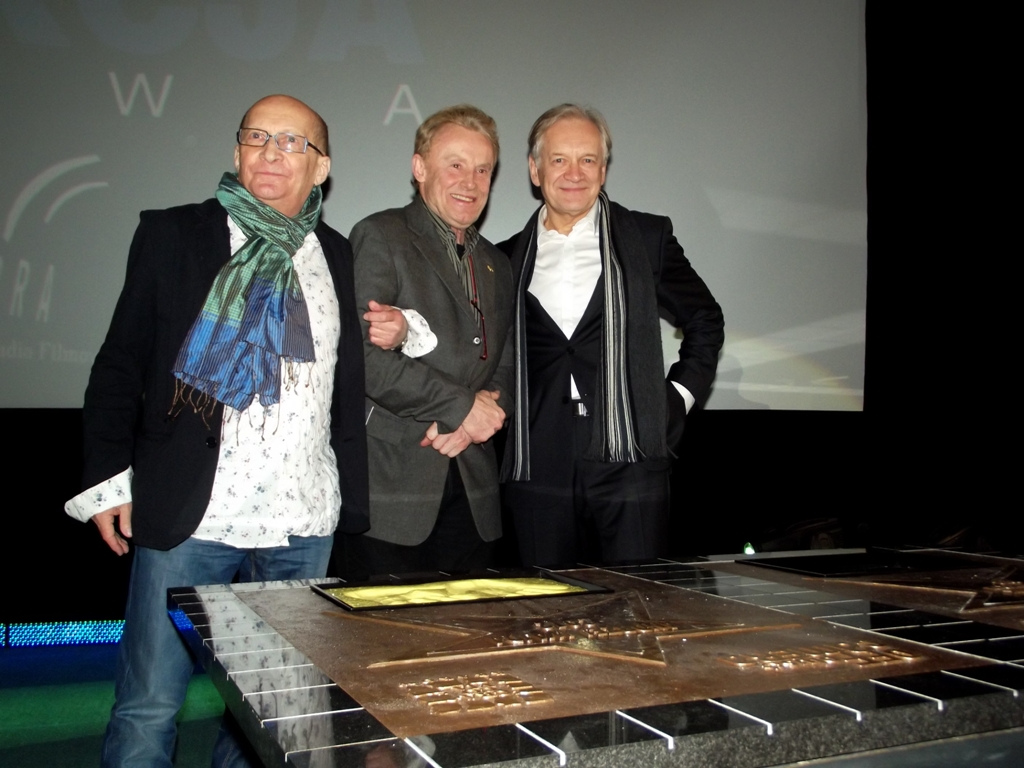
Odtwórcy głównych ról w filmie – Wojciech Pszoniak, Daniel Olbrychski i Andrzej Seweryn

Ziemia obiecana – polski film historyczno-obyczajowy z 1974 roku w reżyserii i według scenariusza Andrzeja Wajdy, stworzony na podstawie powieści Władysława Reymonta pod tym samym tytułem. Akcja filmu toczy się w przemysłowej Łodzi na przełomie XIX i XX wieku, w której trzej wspólnicy – polski ziemianin Karol Borowiecki (Daniel Olbrychski), niemiecki przemysłowiec Maks Baum (Andrzej Seweryn) oraz żydowski handlowiec Moryc Welt (Wojciech Pszoniak) – próbują zebrać fundusze na budowę własnej fabryki, by zbić interes na przemyśle włókienniczym.
W stosunku do literackiego pierwowzoru Wajda poczynił poważne zmiany. Reżyser zachował wprawdzie demoniczny portret przemysłowej Łodzi z powieści Reymonta, ale również złagodził antysemicką wymowę pierwowzoru literackiego. Nie uchroniło to filmowej Ziemi obiecanej przed krytyką ze strony amerykańskich Żydów, którzy nie dopuścili filmu do rozpowszechniania kinowego w Nowym Jorku i Los Angeles. Równocześnie film Wajdy nie ustrzegł się krytyki w Polsce, gdzie reżyserowi zarzucano, iż znacząco zmienił on treść oraz zakończenie powieści i ukazał głównego bohatera w negatywnym świetle. Późniejsze analizy filmu jednak dowiodły, że film stanowił krytykę nie tyle konkretnej narodowości, ile niszczycielskiej siły pieniądza jako bodźca do przemian kapitalistycznych na ziemiach polskich. Ziemia obiecana, ze względu na swój ekspresyjny i turpistyczny ton, została uznana przez część krytyków za filmowe arcydzieło. Ów status filmu Wajdy potwierdził plebiscyt Muzeum Kinematografii w Łodzi z 2015 roku, w którym Ziemia obiecana zajęła pierwsze miejsce na liście najlepszych filmów polskich wszech czasów.

## Fabuła
Uwaga: streszczenie dotyczy wersji z 1974 roku.
Ziemia obiecana rozpoczyna się ujęciem trzech młodych przyjaciół z wyższych sfer, którzy odpoczywają w dworku ziemiańskim w Kurowie. Karol jest młodym polskim ziemianinem, Maks – niemieckim przemysłowcem, natomiast Moryc – żydowskim handlowcem. Wszyscy trzej świętują z okazji zakupu zalesionej działki pod budowę fabryki w Łodzi, co zostaje w filmie skontrastowane z widokiem łódzkich dzielnic biedy i scenami modlitw przedstawicieli trzech narodowości: polskiego lombardzisty Wilczka, niemieckiego przemysłowca Bucholca oraz zamożnego Żyda Grünspana. Podczas gdy Karol pracuje w fabryce Bucholca w charakterze bezwzględnego nadzorcy, Maks próbuje bezskutecznie namówić swojego ojca do dofinansowania przedsięwzięcia, natomiast Moryc prowadzi negocjacje ze swoimi żydowskimi kontrahentami.
Podczas gdy Karol bezwzględnie nadzoruje pracowników fabryki Bucholca, stanowczo odmawia pomocy borykającemu się z problemami finansowymi polskiemu arystokracie Trawińskiemu, co skutkuje samobójstwem tego ostatniego. Jednocześnie miota się pomiędzy dwiema miłościami życia: Anką, polską szlachcianką mieszkającą w Kurowie, oraz Lucy Zuckerową, żoną zamożnego żydowskiego finansisty. Tymczasem niemiecki przemysłowiec Kessler, pertraktując z Morycem, prosi swojego asystenta o wybór jego robotnic na potrzeby orgii we własnym pałacu.
Po pewnym czasie, w drodze do opery, Karol rozmawia z niemieckim przemysłowcem Müllerem. Ten proponuje mu pracę w jego zakładzie, jednak Karol odmawia. Podczas przedstawienia Jeziora łabędziego w operze, trójka przyjaciół dyskutuje na temat przybyłych, w tym Zuckerowej oraz Mady Müller, córki przemysłowca. Mada prosi Karola o sporządzenie i dostarczenie jej listy kilku książek wartych przeczytania. Karol zgadza się ją odwiedzić, upatrując w wydarzeniu szansę na bliższe kontakty finansowe z Müllerem. Podczas przerwy w trakcie przedstawienia burleski dochodzi nagle do zamieszania wywołanego wieścią o samobójstwie kilku finansistów, którzy zbankrutowali na giełdzie. Karol wykorzystuje zajście i wraz z Zuckerową opuszcza potajemnie operę, by w jej karocy uprawiać z nią seks. W trakcie zbliżenia miłosnego Karol dowiaduje się od Zuckerowej o rosnących cenach bawełny, co wykorzystuje w rozmowie z przyjaciółmi, namawiając Moryca do zrobienia interesu na handlu tym towarem.
W pałacu Kesslera młode polskie robotnice, upojone alkoholem, łatwo oddają się Niemcom podczas nocnej orgii. Jedna z nich, uwiedziona bezpośrednio przez Kesslera Zosia, zostaje wyrzucona przez swoją matkę z domu. Ojciec Zosi, Malinowski, prosi Kesslera o wizytę w jego pracowni. Wywiązuje się między nimi szamotanina, w wyniku której obaj wpadają w tryby maszyny i zostają przez nią zmiażdżeni. Tymczasem Moryc dowiaduje się, że niemieccy i żydowscy przemysłowcy zamierzają wejść w spisek przeciwko Karolowi, upatrując w nim zagrożenie. Zamożny Żyd Grünspan proponuje Morycowi pożyczkę pod warunkiem, że ten przejmie pełną kontrolę nad fabryką. Moryc wstawia się jednak za przyjacielem i odmawia. Trójka współwłaścicieli działki spotyka się, żeby przeliczyć dotychczas zebrane pieniądze, po czym Maks wyjawia z żalem, że wymusił na ojcu dofinansowanie interesu. Natomiast Bucholc po rozmowie z niemieckim urzędnikiem Hornem, który wstawia się za ciemiężonymi robotnikami, natychmiast go zwalnia. Wyżywa się potem na służącym, który wpuścił Horna do gabinetu. Zraniony sługa ucieka, a Bucholc w pogoni za nim zmierza do własnej fabryki, gdzie nagle umiera. Na cześć Bucholca, mającego wielkie wpływy w Łodzi, odbywa się wielka ceremonia pogrzebowa.
Jeszcze przed pogrzebem Bucholca Karol przyjeżdża do Kurowa, gdzie mieszka jego narzeczona Anka. Borowiecki przekonuje ostatecznie swego ojca, aby i on dofinansował nową fabrykę. Później, gdy Anka podróżuje wraz z jego ojcem do Łodzi, Karol zdobywa również pieniądze od Anki, która nie ukrywa swego uczucia do niego. Jednakże gdy dowiaduje się od Zuckerowej, że ta jest w ciąży, Borowiecki odrzuca zaloty Anki. Jego ojciec komentuje to stwierdzeniem, że Karol „zaprzedał duszę złotemu cielcowi”.
Okazuje się jednak, że budowa fabryki nie może zostać ukończona z braku środków. Karol udaje się więc po pomoc do Müllera, który prezentuje mu swój okazały pałac. Natomiast Moryc pertraktuje z Grünspanem, podstępem zdobywając pieniądze od starego Żyda na dofinansowanie prac nad fabryką. Dzięki zebranym funduszom prace nad budową fabryki mogą zostać ukończone. Po rozpoczęciu produkcji w zakładzie trzej przyjaciele świętują, jednak na uroczystość przybywa Zucker, który pyta Karola o ojca dziecka ciężarnej Zuckerowej. Karol kłamie, iż nie ma z nią nic wspólnego. Jednakże gdy dowiaduje się o tym, że Zuckerowa ma wyjechać pociągiem do Berlina, gdzie mieszkają jej znajomi, potajemnie udaje się w podróż wraz z nią. Mimo to, dzięki donosowi od wynajętego zbira, który śledził parę, Zucker dowiaduje się, że został oszukany. Dlatego też zleca podpalenie fabryki Karola. Moryc i Maks, powiadomieni o sabotażu, z przerażeniem śledzą, jak ich majątek zostaje obrócony w gruzy. Wkrótce potem Karol otrzymuje telegram o podpaleniu fabryki i natychmiast wraca do Łodzi. Anka oficjalnie zrywa zaręczyny z Karolem, a Moryc i Maks przypuszczają wściekły atak słowny na swojego byłego kompana.
W ostatniej sekwencji, kilka lat później, Karol przyjmuje gości wraz ze swoją żoną Madą i dziećmi przy boku. Widok jego rezydencji zostaje zestawiony z widokiem opustoszałych fabryk. Nagle okno pałacu, w którym przebywa Karol, zostaje rozbite – robotnicy przypuszczają strajk. Karol wydaje rozkaz stłumienia strajku. Film kończy pojedynczy strzał w stronę robotnika niosącego czerwoną flagę, który pada bez znaku życia na ziemię.

## Obsada
| Aktor                  | Rola                                                  | Aktor                       | Rola                                    |
| ---------------------- | ----------------------------------------------------- | --------------------------- | --------------------------------------- |
| Daniel Olbrychski      | Karol Borowiecki                                      | Jerzy Obłamski              | Malinowski, ojciec Zośki                |
| Wojciech Pszoniak      | Moryc Welt                                            | Marek Walczewski            | Bum-Bum                                 |
| Andrzej Seweryn        | Maks Baum                                             | Lidia Korsakówna            | wdowa                                   |
| Kalina Jędrusik        | Lucy Zuckerowa                                        | Emilia Krakowska            | Gitla                                   |
| Anna Nehrebecka        | Anka                                                  | Bernard Ładysz              | kupiec rosyjski                         |
| Bożena Dykiel          | Mada Müller                                           | Bogusław Sochnacki          | Grosglik                                |
| Andrzej Szalawski      | Herman Bucholc                                        | Bohdana Majda               | Grosglikowa                             |
| Stanisław Igar         | Grünspan                                              | Kazimierz Kaczor            | Kipman                                  |
| Franciszek Pieczka     | Müller                                                | Teodor Gendera              | Endelman                                |
| Kazimierz Opaliński    | ojciec Maksa                                          | Jerzy Przybylski            | lekarz Bucholca                         |
| Andrzej Łapicki        | Trawiński                                             | Mieczysław Waśkowski        | August, służący Bucholca                |
| Wojciech Siemion       | Wilczek                                               | Jan Paweł Kruk              | Mateusz, służący Borowieckiego          |
| Tadeusz Białoszczyński | ojciec Karola                                         | Alicja Sobieraj             | służąca Anki                            |
| Zbigniew Zapasiewicz   | Kessler                                               | Krzysztof Majchrzak         | Socha, chłop z Kurowa                   |
| Jerzy Nowak            | Zucker                                                | Janina Grzegorczyk          | Sochowa, chłopka z Kurowa               |
| Piotr Fronczewski      | Horn                                                  | Janina Tur-Kiryłow          | śpiewaczka w teatrze                    |
| Jerzy Zelnik           | Stein                                                 | Ryszard Bromowicz           | śpiewak w teatrze                       |
| Maciej Góraj           | Adam Malinowski, brat Zośki                           | Witold Dederko              | stary farbiarz                          |
| Grażyna Michalska      | Zośka Malinowska                                      | Tomasz Lengren              | majster Kesslera                        |
| Włodzimierz Boruński   | Halpern                                               | Jerzy Braszka               | inżynier                                |
| Danuta Wodyńska        | Müllerowa                                             | Antoni Byszewski            | stangret                                |
| Marian Glinka          | Wilhelm Müller, brat Mady                             | Mariola Kukuła              | w scenie łóżkowej z Andrzejem Sewerynem |
| Jadwiga Andrzejewska   | Bucholcowa                                            | Jerzy Stasiuk               | widz w teatrze                          |
| Aleksander Dzwonkowski | ksiądz Szymon                                         | Lena Wilczyńska             | Edelmanowa                              |
| Kazimierz Wichniarz    | Zajączkowski                                          | Zofia Wilczyńska            | Grünspanowa                             |
| Zdzisław Kuźniar       | Kaczmarek, nabywca Kurowa                             | Andrzej Wohl                | kancelista                              |
| Halina Gryglaszewska   | Malinowska, matka Zośki                               | Teresa Budzisz-Krzyżanowska | żona Trawińskiego                       |
| Kaskader               | Rola                                                  | Kaskader                    | Rola                                    |
| Janusz Błaszczyk       | ewolucje kaskaderskie                                 | Józef Grzeszczak            | ewolucje kaskaderskie                   |
| Czesław Magnowski      | dubler Jerzego Obłamskiego w scenie walki z Kesslerem | Jerzy Rogowski              | ewolucje kaskaderskie                   |

## Produkcja

### Prace przygotowawcze

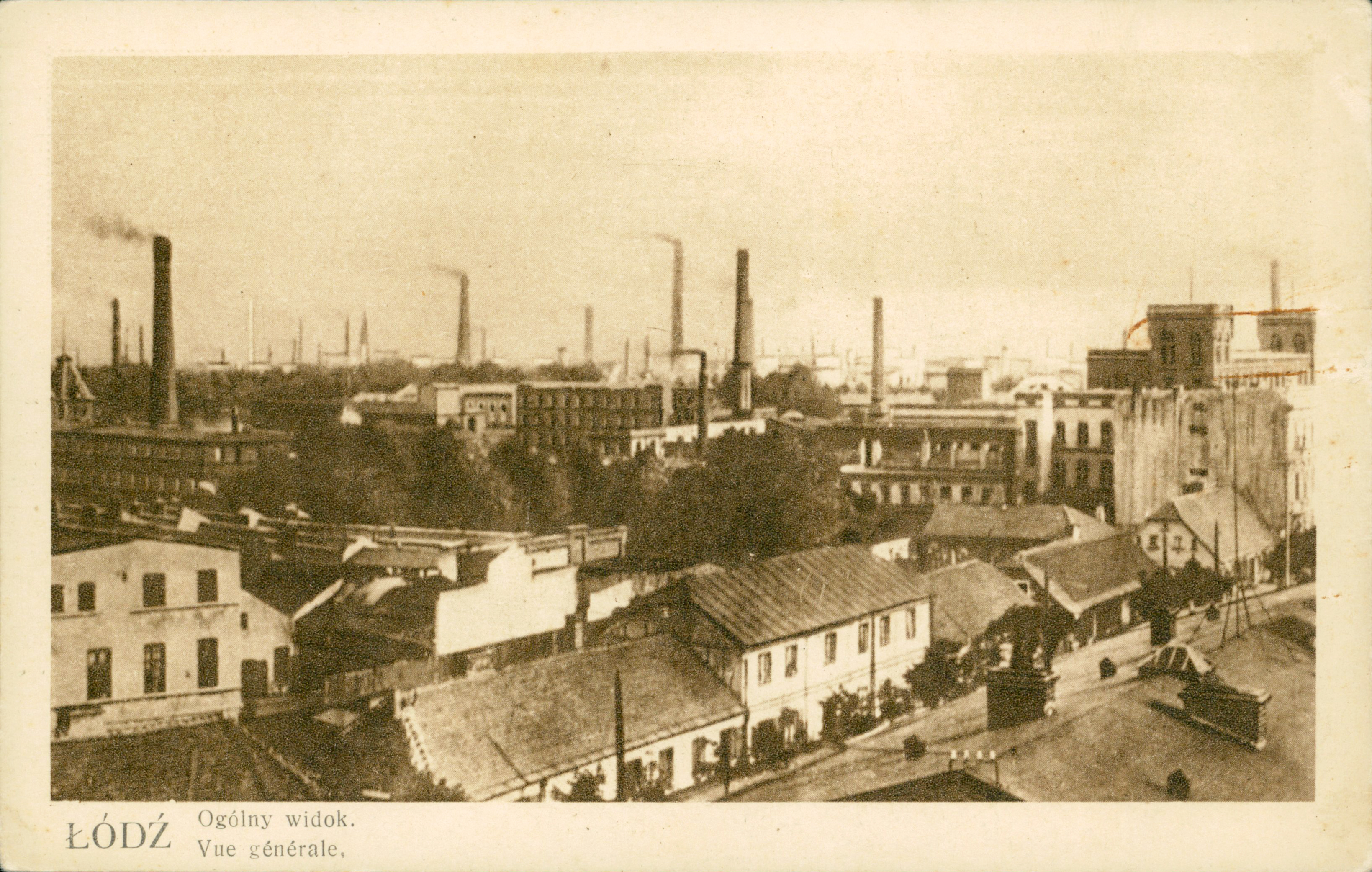
Pocztówka przedstawiająca przemysłowy pejzaż Łodzi w pierwszej poł. XX w.

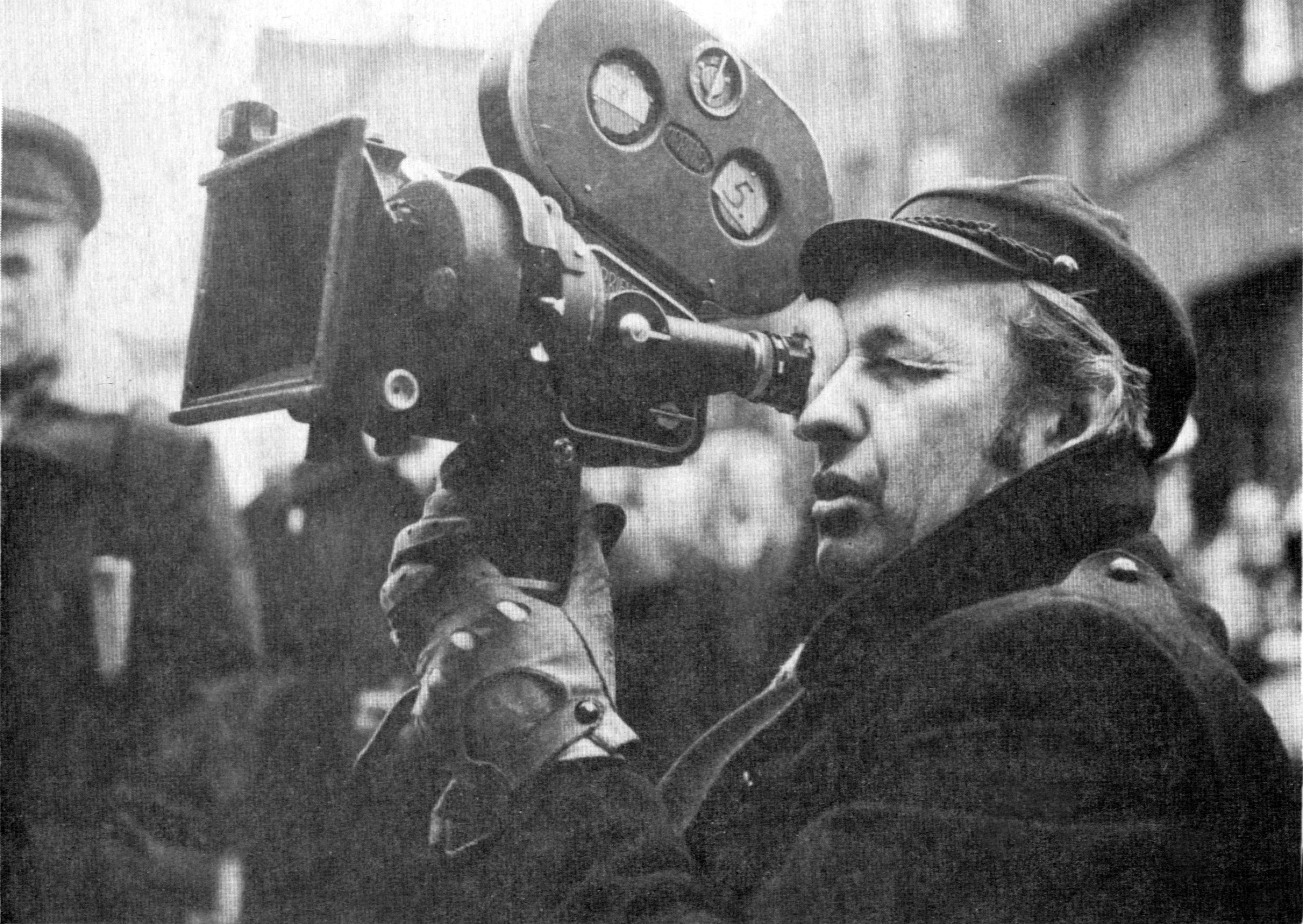
Andrzej Wajda na planie Ziemi obiecanej, 1974

Ziemia obiecana Władysława Reymonta, jak twierdził Kazimierz Wyka, była powieścią o wielkim potencjale filmowym: „Technika pisarska Reymonta natrętnie przywodzi na myśl procedery filmowe w ich bardzo wczesnej fazie rozwoju – jaskrawe, porwane i drgające”. Jeszcze w 1927 roku adaptację dzieła Reymonta na ekrany kin sfilmowali Aleksander Hertz i Zbigniew Gwiazdowski, jednak ponure zakończenie utworu zostało zastąpione happy endem w postaci małżeństwa Karola Borowieckiego z Anką; film nie zachował się do czasów współczesnych.
Andrzej Wajda podszedł inaczej do pierwowzoru literackiego. Wiosną 1973 roku, po wyczerpującej pracy nad filmem Wesele, rozpoczął przygotowania do nakręcenia powieści Reymonta. Na tę powieść znacznie wcześniej, bo w 1967 roku, reżyserowi zwrócił uwagę Andrzej Żuławski, który pokazał mu także film oświatowy Leszka Skrzydła Pałace ziemi obiecanej. Wajda zachwycił się dziełem Reymonta, w którym pisarz „opisał ludzi, którzy tworzyli drugi obok romantycznego nurt naszej historii”. Reżyser zamierzał za pomocą adaptacji Ziemi obiecanej „pokazać tradycje przemysłu [łódzkiego] – ale i przemocy, i walki robotniczej”.
Szansę na odtworzenie realiów dziewiętnastowiecznej Łodzi stwarzała sama architektura miasta. Jak pisał Wajda:
W Łodzi [w latach siedemdziesiątych XX wieku] istniała ciągle dawna dziewiętnastowieczna zabudowa, z ogromnymi, trwającymi w niezmienionym stanie od początku wieku fabrykami, na których terenie znajdowały się dworce kolejowe, pałace i składy, tworząc całe kompleksy odgrodzone murem od reszty miasta. To bogactwo nie kosztowało nic, było do wzięcia, czekało tylko na nasz film.

### Scenariusz, dobór obsady

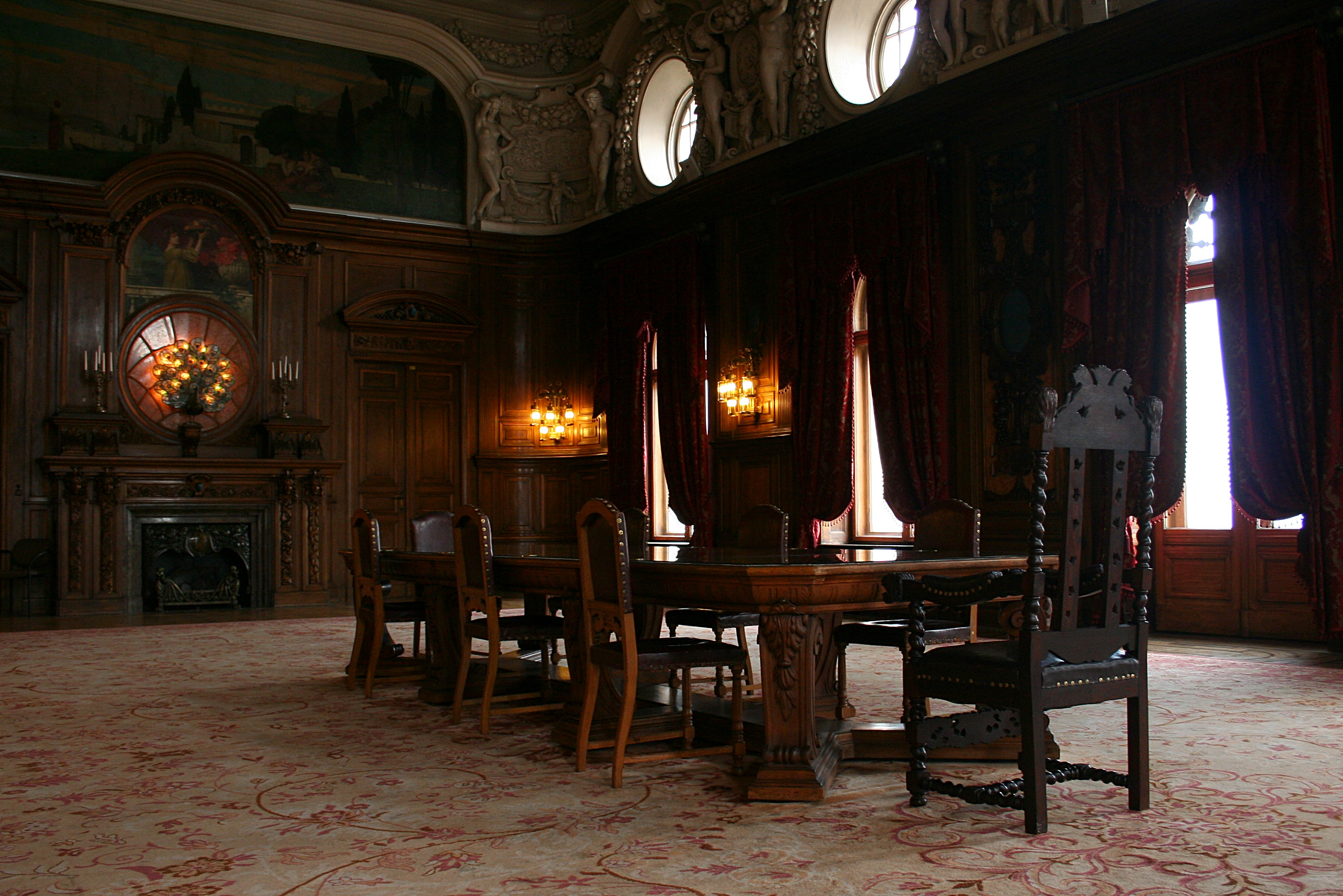
Jadalnia pałacu Izraela Poznańskiego w Łodzi, w której nakręcono scenę odwiedzin Borowieckiego u Bucholca

Pierwsza wersja scenariusza została napisana przez samego Wajdę jeszcze latem 1968 roku, podczas prac nad Polowaniem na muchy. Dopiero jednak po powołaniu Zespołu Filmowego „X” w listopadzie 1971 roku Wajda otrzymał zgodę Naczelnego Zarządu Kinematografii na realizację scenariusza Ziemi obiecanej. W październiku 1973 roku reżyser wraz ze scenografem Tadeuszem Kosarewiczem oraz Maciejem Putowskim rozpoczął gromadzenie dokumentacji na temat Łodzi, a w listopadzie przeprowadził próbne zdjęcia.
W scenariuszu Wajda znacząco zmienił niektóre elementy pierwowzoru literackiego, pisanego przez Reymonta na zamówienie Stronnictwa Narodowo-Demokratycznego. O ile w powieści Karol zostaje zdradzony przez swoich wspólników Moryca i Maksa, uosabiających najgorsze narodowe stereotypy lodzermenschów, o tyle w filmie ci sami wspólnicy bronią swojego przyjaciela w momentach kryzysowych. Sympatię dla postaci Moryca i Maksa miały wzbudzać również kreacje aktorskie: w obie role wcielili się odpowiednio pełen witalności Wojciech Pszoniak oraz Andrzej Seweryn, którzy akompaniowali Danielowi Olbrychskiemu w roli Karola. Początkowo Olbrychski, pamiętając swą dynamiczną kreację Andrzeja Kmicica z filmu Potop (1974) Jerzego Hoffmana, przeczytał powieść i scenariusz bez przekonania. Jednak Wajda wytłumaczył Olbrychskiemu, iż „gdyby Borowiecki urodził się w XVII wieku, to pewnie byłby podobnym zabijaką jak Kmicic. Szablą by sobie zdobywał pozycję, a nie wekslem i niemieckim kredytem”. Również Pszoniak wahał się, czy wziąć udział w zdjęciach próbnych. Jednak ostatecznie zlecił u fryzjera skrócenie włosów i przefarbowanie ich na rudo. Na zdjęciach próbnych wypadł wedle własnego przekonania „fatalnie”, jednak decyzją Wajdy i tak otrzymał rolę. Z trójki odtwórców głównych ról męskich jedynie Seweryn został wybrany przez reżysera bez zdjęć próbnych. Lucy Zuckerową miała zagrać Violetta Villas, zastąpiła ją jednak Kalina Jędrusik. W roli Anki wystąpiła Anna Nehrebecka, która na użytek sekwencji inicjalnej filmu nauczyła się jeździć konno.

### Scenografia, okres zdjęciowy, promocja, plenery

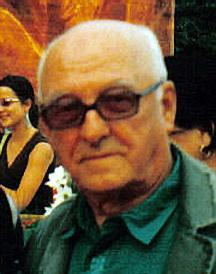
Witold Sobociński, jeden z operatorów filmu, w 2007 roku

Kostiumy na potrzeby Ziemi obiecanej wykonała Barbara Ptak. Jak twierdziła po latach, poprzednia praca nad kostiumami do Nocy i dni (1975) Jerzego Antczaka była wyczerpująca: „Byłam tak głęboko zakorzeniona w tych szarościach i beżach Nocy i dni, że długo nie mogłam się od nich uwolnić” . Propozycja udziału w pracach nad Ziemią obiecaną, złożona Ptak przez Wajdę, wniosła powiew świeżości do jej zawodu, ponieważ stroje miały być jaskrawe kolorystycznie: „pracowałam jak szalona, zaprojektowałam 600 strojów. To było przedsięwzięcie mojego życia” . Po latach projekty kostiumów do Ziemi obiecanej zostały wystawione w listopadzie 2016 roku w Filmotece Śląskiej w Katowicach.
Zdjęcia rozpoczęły się 15 lutego 1974 roku i trwały do 8 czerwca tego samego roku. Ziemię obiecaną kręciły dwie ekipy filmowe. Pierwszą dowodził sam Wajda, natomiast nadzór nad drugą objął II reżyser Andrzej Kotkowski, który realizował przez kilka tygodni sekwencję przejazdu starego Borowieckiego z Anką ze sprzedanego Kurowa do Łodzi. Rangi przedsięwzięcia dowodziła również obecność na planie trzech operatorów kamery: Witolda Sobocińskiego, Edwarda Kłosińskiego i Wacława Dybowskiego. Zespołem scenograficznym dowodził natomiast Tadeusz Kosarewicz, który rozdzielił obowiązki pomiędzy trzech asystentów: Piotra Dudzińskiego, Andrzeja Kopczyńskiego i Andrzeja Halińskiego. Scenografie przygotowano w autentycznych wnętrzach łódzkich fabryk i pałaców, a szczególne zadanie zaprojektowania i budowy fabryki Borowieckiego Kosarewicz zlecił Halińskiemu. Następnie na użytek filmu fabryka została podpalona, jednak wbrew oczekiwaniom scenografów budynek gwałtownie zajął się ogniem, co pozwoliło kamerzystom zrealizować jedynie sceny masowe. Podczas kręcenia sceny ledwo uszła z życiem Anna Nehrebecka, której suknia w ferworze prac zdjęciowych przypadkowo się zapaliła; Nehrebecką w porę uratował kaskader, zarzucając na nią koc azbestowy. Muzykę do filmu skomponował Wojciech Kilar, opierając się na dwóch motywach muzycznych: „miasta” i „dworku”. Montaż Ziemi obiecanej ukończono w listopadzie 1974 roku. Największe problemy Wajdzie sprawiało zakończenie: wśród kilku wersji finału Wajda planował śmierć Karola od przypadkowej kuli, ale nakręconego materiału nie wykorzystał w ostatecznej wersji filmu. Mimo to „sentymentalne i niezbyt zgrabne” zakończenie powieści zostało zastąpione mrocznym finałem w postaci strzałów oddanych w stronę robotników. Ogólny budżet przeznaczony na produkcję Ziemi obiecanej szacuje się na 31 milionów złotych.
W kinach wydanie Ziemi obiecanej poprzedzały projekcje teledysku z udziałem Olbrychskiego, Seweryna i Pszoniaka, którzy na ulicach współczesnej Łodzi śpiewali piosenkę Była nam kiedyś dana, ziemia obiecana. Na początku 1975 roku w dwóch miastach – Łodzi i Warszawie – odbyły się dwie prapremiery filmu, zorganizowane dla robotników łódzkich Zakładów Przemysłu Bawełnianego oraz warszawskiej Fabryki Samochodów Osobowych. Premiera filmu odbyła się 21 lutego 1975 w Warszawie, a następnie film prezentowano w kinach podczas przeglądu filmów z całego świata, tzw. „Konfrontacji 74” .
| Plenery filmu Ziemia obiecana |                                             |                              |                                                                     |
| Miasto                        | Miejsce                                     | Adres                        | Uwagi                                                               |
| Bielsko                       | Teatr Polski                                | ul. 1 Maja 1                 | Wypożyczenie kurtyny do scen teatralnych                            |
| Cieszyn                       | Teatr im. Adama Mickiewicza                 | pl. Teatralny 1              |                                                                     |
| Kruszów                       | Dwór                                        | ul. Wolborska 3/5            | Dwór Borowieckich w Kurowie                                         |
| Łódź                          | Cegielnia Józefa Kluki                      | ul. św. Franciszka z Asyżu 9 | Fabryka Karola, Maksa i Moryca, dom ojca Karola i Anki              |
| Łódź                          | Fabryka Izraela Poznańskiego                | ul. Drewnowska 58            | Manufaktura Hermana Bucholca (obecnie Centrum Handlowe Manufaktura) |
| Łódź                          | Kino Polonia                                | ul. Piotrkowska 67           |                                                                     |
| Łódź                          | Księży Młyn (Manufaktura Karola Scheiblera) |                              |                                                                     |
| Łódź                          | Pałac Izraela Poznańskiego                  | ul. Ogrodowa 15              | Dom Bucholca, pałac Müllera (obecnie Muzeum Miasta Łodzi)           |
| Łódź                          | Pałac Karola Poznańskiego                   | ul. Gdańska 32               | (obecnie Akademia Muzyczna im. Grażyny i Kiejstuta Bacewiczów)      |
| Łódź                          | Pałac Karola Scheiblera                     | pl. Zwycięstwa 1             | Wnętrze pałacu Müllera (obecnie Muzeum Kinematografii)              |
| Łódź                          | Park Źródliska                              |                              | Schadzka Karola Borowieckiego i Lucy Zuckerowej                     |
| Łódź                          |                                             | ul. Moniuszki                | Pogrzeb Bucholca                                                    |
| Pabianice                     | dawna fabryka „Pawelana”                    |                              |                                                                     |
| Pabianice                     |                                             | ul. Lipowa                   | Samobójstwo Trawińskiego                                            |
| Pabianice                     | ul. Okulickiego                             |                              |                                                                     |
| Skierniewice                  | Stacja kolejowa                             |                              | Odjazd pociągiem Lucy Zuckerowej                                    |
| Wrocław                       | Ogród Zoologiczny                           | ul. Wróblewskiego 1–5        |                                                                     |
| Zgierz                        |                                             | ul. Narutowicza              | Przejazd ojca Karola i Anki do Łodzi                                |

### Wersje
Istnieją cztery wersje Ziemi obiecanej. Pierwsza z nich, rozpowszechniana w 1975 roku, liczyła 179 minut. W tym samym roku opracowana została jednak druga, telewizyjna wersja rozszerzona do około 200 minut (cztery odcinki po 50 minut). Ukazała się ona w Telewizji Polskiej 21 maja 1978 roku. Wersja telewizyjna zawierała dodatkowe materiały, które nie znalazły się w kinowej, na przykład scenę, w której kilku urzędników z kantoru i fabryki gromadzi się w knajpie, aby grać utwory klasyczne.
W 2000 roku na prośbę Wajdy ukończono przemontowaną i odrestaurowaną wersję filmu, skróconą do 138 minut. W ponownie zmontowanym materiale filmowym pojawiły się niektóre fragmenty z serialu, jednak zarazem niektóre wycięto. Wśród usuniętych scen znalazły się kontrowersyjne fragmenty seksu Karola z Lucy Zuckerową, w czym niektórzy krytycy upatrywali przejawów autocenzury ze strony Wajdy, który chciał uczynić postać Zuckerowej mniej demoniczną niż w pierwotnej wersji filmowej. Jednocześnie Wajda umieścił w swej wersji reżyserskiej scenę odgrywania utworów klasycznych przez fabrykantów i urzędników. Ponadto reżyser zmienił sekwencję inicjalną; o ile oryginalna wersja filmu rozpoczynała się w Kurowie, wersję reżyserską otwierała modlitwa Polaków, Niemców i Żydów. Wersja reżyserska z 2000 roku została wydana na DVD nakładem wydawnictwa Vision; oprócz samego filmu zawarto w niej wywiady z ekipą filmową, zwiastun, teledysk, treść listu wysłanego do Wajdy przez Stevena Spielberga, a także nagranie przedstawiające moment uhonorowania reżysera Oscarem za całokształt twórczości.
Dopiero w 2012 roku, za zgodą reżysera, oryginalna wersja filmu weszła do ponownej dystrybucji, poddana rekonstrukcji cyfrowej. Odnowiona wersja oryginalna o długości 170 minut ukazała się na płytach Blu-ray, w formacie 1,68:1 oraz ze zremasterowanym dźwiękiem wielokanałowym.

## Odbiór
Ukazawszy się na ekranach kin, Ziemia obiecana okazała się wielkim sukcesem frekwencyjnym. Do 2000 roku obejrzało ją w kinach 7 312 407 widzów, co plasowało ją na 25. miejscu na liście najbardziej kasowych polskich filmów wyprodukowanych w latach 1945–1989. Zarazem film wzbudził mieszane reakcje zarówno w Polsce, jak i za granicą. Jak pisze Janina Falkowska, kontrowersje dotyczyły czterech zasadniczych kwestii: nieprzychylnego przedstawienia Karola Borowieckiego, który w powieści był postacią pozytywną; demonizacji rozwoju przemysłu łódzkiego; stereotypowych przedstawień Niemców oraz Żydów; wreszcie „amerykańskiego” stylu opowiadania, stawiającego na wartką akcję oraz przejaskrawienie ekranowych wydarzeń.
Najbardziej przychylni krytycy dostrzegali w Ziemi obiecanej wysokiej rangi osiągnięcie artystyczne. Tomasz Burek z „Kina” stwierdził, iż Wajda „jest być może jednym z najwybitniejszych krytyków współczesnych, wyposażonym w kamerę filmową zamiast w pióro: interpretując bowiem cudze utwory i klasyczne dzieła literackie, wnosi w nie nieodmiennie swoją udrękę czy, jeśli wolicie, refleksję moralną i swoje pytania, i w ten sposób tworzy na pierwotnej kanwie świat własny”. Konrad Eberhardt również na łamach „Kina” pisał, że „Andrzej Wajda stworzył fascynujące, przenikliwie krytyczne, utrzymane w ciemnych tonacjach widowisko filmowe”. Reżyser Jan Rybkowski stwierdził, iż „Andrzej Wajda powiedział w Ziemi obiecanej dużo, dużo więcej o ludziach i epoce, niż mógł powiedzieć Reymont”. Zygmunt Kałużyński, jakkolwiek twierdził, że film w porównaniu z przerysowanym pierwowzorem „wzmocnił linie najgrubsze”, był urzeczony „wyjątkową estetyką filmu, splatającą w jeden sugestywny ciąg okropność i piękno, liryzm i szok, karykaturę i poezję”. Ponadto Kałużyński uznał, iż „film przynosi obraz naszej przeszłości niespodziewany, a przecież tak przekonujący, że pozostanie on jako pozycja w kronice sztuki polskiej”. Maria Janion dostrzegła w Ziemi obiecanej „jeden z najwspanialszych filmów Wajdy”, w którym krytyka kapitalizmu gładko przechodzi od „romantyczno-szlacheckiego obrzydzenia do miażdżącego werdyktu socjalistycznego trybunału sprawiedliwości”.
Ziemia obiecana została natomiast ostro skrytykowana przez środowiska moczarowskie, a po latach – także konserwatystów, świadomych gruntownej zmiany pierwotnego przesłania powieści. Reprezentująca stanowisko moczarowskie Bożena Krzywobłocka z pisma „Ekran” stwierdziła, iż portret Borowieckiego jest tak anachroniczny i nierealistyczny, że budzi śmiech. Ryszard Filipski wystosował do Wajdy list otwarty z zarzutem fałszowania historii, a zarazem sprzyjania interesom „Blumsztajnów i Michników”; Wajda w odpowiedzi wysłał do „Ekranu” list, w którym miał odpowiedzieć, że „w Polsce ciągle większość społeczeństwa to antysemici”. Korespondencja ta jednak nie została opublikowana w okresie istnienia Polskiej Rzeczypospolitej Ludowej. Po latach Ryszard Legutko uznał filmową Ziemię obiecaną za „[utwór] dość płaski w porównaniu z wybitnym pierwowzorem literackim” , a Stanisław Janecki z „Sieci” – za zakłamane przedstawienie rzeczywistości XIX-wiecznej Łodzi. Pewne zarzuty wysuwano także z drugiej strony sceny politycznej. Aleksander Ledóchowski z pisma „Film”, jakkolwiek uznał dzieło Wajdy za „film wybitny”, skrytykował przedstawienie w nim klasy robotniczej. Zdaniem Ledóchowskiego proletariat został w Ziemi obiecanej przedstawiony wyłącznie jako klasa ciemiężona, nie zaś jako „zindywidualizowana zbiorowość, mająca własną kulturę i świadomość”.
Przed atakiem ze strony środowisk moczarowskich dzieło Wajdy próbowała bronić partyjna gazeta „Trybuna Ludu”, uznając je za „kapitalny obraz rozrastania się nie polskiego przecież, lecz kosmopolitycznego, a z racji opóźnienia historycznego już nie postępowego, ale rekreacyjnego i grabieżczego kapitału”. Jako że „Trybuna Ludu” reprezentowała stanowisko władzy, ta starała się wyciszać dyskusje wokół filmu, publikując wytyczne dla cenzorów z Głównego Urzędu Kontroli Prasy, Publikacji i Widowisk. W informacji cenzorskiej nr 18 z 16 lipca 1975 roku widnieje informacja, żeby „nie zezwalać na podnoszenie w dyskusji wtórnych w gruncie rzeczy pierwiastków narodowościowych, a podkreślać pierwiastek klasowy i – ewentualnie artystyczny”.

### Okoliczności nominacji do Oscara
W wytycznych dla cenzorów znalazła się jeszcze rekomendacja, aby właśnie Ziemia obiecana reprezentowała Polskę na międzynarodowych festiwalach: „Zarówno dla widza krajowego, jak i zagranicznego, dla którego nazwisko Wajdy jest znaczącą rekomendacją, film jest dobrą lekcją o naszych racjach”. Konsekwencją tej rekomendacji było zgłoszenie filmu Wajdy jako kandydata do Oscara dla najlepszego filmu nieanglojęzycznego. W marcu 1976 roku Ziemia obiecana znalazła się w ścisłej czołówce filmów nominowanych do tejże nagrody. Film Ziemia obiecana był czwartym nominowanym w historii tej nagrody i tej kategorii polskim filmem, po wcześniej nominowanych filmach: Nożu w wodzie (1963) Romana Polańskiego, Faraonie (1966) Jerzego Kawalerowicza i Potopie (1974) Jerzego Hoffmana.
Począwszy jednak od negatywnej recenzji opublikowanej we francuskim piśmie „Le Monde”, która poprzedzała premierę filmu w Stanach Zjednoczonych, za Ziemią obiecaną ciągnęła się zła fama jako utworu o rzekomym przesłaniu antysemickim. Amerykańscy dystrybutorzy nie wprowadzili filmu do kin ani w Nowym Jorku, ani w Los Angeles. Z antysemityzmu dziennikarze czynili główny temat konferencji prasowej w Los Angeles. Jeden z tamtejszych dziennikarzy, ostro krytykując film, miał powiedzieć reżyserowi: „Ja wcale nie muszę oglądać tego filmu, wystarczy, że przychodzi z Polski”. Caryn James na łamach „The New York Timesa” określiła Lucy Zuckerową jako „szczególnie odrażającą i żarłoczną”. Izraelski historyk Omer Bartov po latach również uznał film za „odrażający”, a choć powstrzymywał się od nazwania Wajdy antysemitą, zarzucił mu zbyt wierną adaptację powieści, pozbawioną odniesień do niszczycielskiej Zagłady Żydów podczas II wojny światowej. Zarzuty te sprawiły, że Ziemia obiecana miała problemy z dotarciem do międzynarodowej publiczności; ostatecznie na 48. ceremonii wręczenia Oscarów, która odbyła się 29 marca 1976 w Los Angeles statuetkę dla najlepszego filmu nieanglojęzycznego przyznano radzieckiemu utworowi Dersu Uzała (1975) w reżyserii Akiry Kurosawy jako filmowi „nieobrażającemu niczyich uczuć”. Kontrowersje wokół Ziemi obiecanej reżyser komentował następująco: „Zrozumiałem wtedy, że tragicznego spadku po zagładzie Żydów na polskich ziemiach nie może skwitować żaden film, a już z całą pewnością nie polski. [...] Żydzi w USA nie chcą się wywodzić od tych bezwzględnych w interesach twórców Ziemi obiecanej, oni raczej wolą pochodzić od sympatycznego Skrzypka na dachu”.

### Nagrody i wyróżnienia
| Rok  | Festiwal                                                   | Wyróżnienie                                                  | Odbiorca           |
| ---- | ---------------------------------------------------------- | ------------------------------------------------------------ | ------------------ |
| 1975 | Międzynarodowy Festiwal Filmowy w Chicago                  | Grand Prix „Złoty Hugo”                                      | Andrzej Wajda      |
| 1975 | Festiwal Polskich Filmów Fabularnych                       | Złote Lwy Gdańskie                                           | Andrzej Wajda      |
| 1975 | Festiwal Polskich Filmów Fabularnych                       | Nagroda za rolę męską                                        | Wojciech Pszoniak  |
| 1975 | Festiwal Polskich Filmów Fabularnych                       | Nagroda za scenografię                                       | Tadeusz Kosarewicz |
| 1975 | Festiwal Polskich Filmów Fabularnych                       | Nagroda za muzykę                                            | Wojciech Kilar     |
| 1975 | Międzynarodowe Forum Filmowe „Człowiek-Praca-Twórczość”    | Nagroda publiczności                                         | Andrzej Wajda      |
| 1975 | Lubuskie Lato Filmowe                                      | Złote Grono                                                  | Andrzej Wajda      |
| 1975 | Lubuskie Lato Filmowe                                      | Nagroda Koordynacyjnej Rady Artystycznej Kin Studyjnych      | Andrzej Wajda      |
| 1975 | Międzynarodowy Festiwal Filmowy w Moskwie                  | Złoty Medal                                                  | Andrzej Wajda      |
| 1975 | Klub Krytyki Filmowej SDP                                  | Syrenka Warszawska                                           | Andrzej Wajda      |
| 1975 | Ministerstwo Kultury i Sztuki                              | Nagroda Ministra Kultury i Sztuki I stopnia                  | Andrzej Wajda      |
| 1975 | „Filmcritica”                                              | Nagroda                                                      | Andrzej Wajda      |
| 1976 | Międzynarodowy Festiwal Filmowy w Brukseli                 | II nagroda dziennikarzy                                      | Andrzej Wajda      |
| 1976 | Międzynarodowy Festiwal Filmowy w Belgradzie               | Nagroda za scenografię                                       | Tadeusz Kosarewicz |
| 1976 | Amerykańska Akademia Sztuki i Wiedzy Filmowej              | Nominacja do Oscara dla najlepszego filmu nieanglojęzycznego | Andrzej Wajda      |
| 1976 | Międzynarodowy Festiwal Filmowy w Valladolid               | Wielka Nagroda „Złoty Kłos”                                  | Andrzej Wajda      |
| 1977 | Przegląd Filmów Społeczno-Politycznych                     | Główna Nagroda                                               | Andrzej Wajda      |
| 1977 | Międzynarodowy Festiwal Filmowy w Kartagenie               | I nagroda                                                    | Andrzej Wajda      |
| 1977 | Międzynarodowy Festiwal Filmowy w Kartagenie               | Nagroda za reżyserię                                         | Andrzej Wajda      |
| 1978 | Międzynarodowy Festiwal Filmu Neorealistycznego w Avellino | I Nagroda „Złote Laceno”                                     | Andrzej Wajda      |
| 1996 | „Film”                                                     | Złota Kaczka (przyznana z okazji 50-lecia istnienia pisma)   | Andrzej Wajda      |
| 1999 | Koniec wieku – ankieta „Polityki”                          | Najciekawsze filmy polskie XX wieku (4. miejsce)             | Andrzej Wajda      |
| 2007 | „Film”                                                     | Złota Kaczka 50-lecia dla najlepszego filmu                  | Andrzej Wajda      |
| 2015 | Festiwal Polskich Filmów Fabularnych                       | Diamentowe Lwy za najlepszą muzykę 40-lecia                  | Wojciech Kilar     |

Amerykański reżyser Martin Scorsese uznał Ziemię obiecaną za jedno z arcydzieł polskiej kinematografii i wytypował ją do prezentacji w Stanach Zjednoczonych oraz Kanadzie w ramach festiwalu polskich filmów Martin Scorsese Presents: Masterpieces of Polish Cinema w 2014 roku.

## Analizy i interpretacje

### Reprezentacja narodowości
Po latach polscy krytycy oraz historycy filmowi zaczęli się krytycznie odnosić do zarzutów antysemityzmu, które za Wajdą ciągnęły się latami. Ewelina Nurczyńska-Fidelska zauważyła, że w świecie filmu „moralność nie rozkłada się po stronie takich czy innych nacji – «swoich» i «obcych»”. Wręcz przeciwnie, choć zdaniem Nurczyńskiej-Fidelskiej przedstawienia Niemców uległy wyostrzeniu (w stosunku do przychylnego wobec nich pierwowzoru literackiego), to jednocześnie Wajda ocieplił wizerunki Żydów: Moryc Welt, „u Reymonta wykształcony, zimny, wyrachowany, intrygant, oszust i zdrajca”, w filmie jest „także krętaczem, lecz i lojalnym przyjacielem”. Dla odmiany, według Aleksandra Jackiewicza, Karol reprezentuje „syntezę losu Polaka”, który ze względu na brak wolności dopuszczał się podłych czynów, gdyż „brak wolności rodzi nie tylko bojowników, lecz i zdrajców”. Sebastian Jagielski dowiódł, że Wajda w równym świetle przedstawił wszystkie narodowości: poranna modlitwa, którą odmawiają Polacy, Niemcy i Żydzi, jest w istocie modlitwą do „złotego cielca” – pieniądza. W każdej z narodowości, jak zaznaczył Jagielski, da się dostrzec zarówno negatywne postacie (Wilczek, Bucholc, Grünspan), jak i pozytywne (Trawiński, Halpern, Horn).
Bartosz Kwieciński określił zarzuty antysemityzmu wobec Wajdy jako „absurdalne”, co wynikało jego zdaniem z dwóch przyczyn: odczytania filmu bez wcześniejszej lektury powieści Reymonta oraz „nieznajomości tradycji dziewiętnastowiecznej literatury europejskiej”, w której antysemityzm był głęboko zakorzeniony. Ponadto, zdaniem Kwiecińskiego, Wajda nadawał się na Zachodzie do roli kozła ofiarnego, ponieważ pochodził „z państwa o małym znaczeniu geopolitycznym, nie był Żydem, wreszcie wywodził się z kultury, która kojarzona była z antysemickim barbarzyństwem”, co pozwalało jego krytykom przypisywać mu złą wolę, nawet wbrew jego intencjom.

### Interpretacje w duchu teorii queer
Po 2000 roku Ziemię obiecaną zaczęto interpretować również w duchu teorii queer. Krzysztof Tomasik, Ewa Mazierska oraz Sebastian Jagielski dostrzegli w zachowaniu Welta skłonności homoseksualne. Jak pisze Tomasik, Welt jest Borowieckim „nie tylko zafascynowany, ale wręcz w nim zakochany. Wodzi za nim wzrokiem, patrzy na niego z czułością, nosi w portfelu jego zdjęcie”. Zdaniem Mazierskiej homoseksualizmu Moryca dowodzi również jego przesadny sposób gestykulacji. Polska filmoznawczyni skrytykowała ów portret, twierdząc, że „łącząc żydowskość z homoseksualnością [...], reżyser przysłużył się tym, którzy homoseksualizm uważają za «chorobę z importu», obcą polskiemu charakterowi narodowemu”. Jagielski zaproponował zupełnie inną interpretację postaci Moryca, sytuując Ziemię obiecaną Wajdy w kontekście amerykańskiego kina kumpelskiego z lat siedemdziesiątych. Posługując się terminologią zaproponowaną przez Robina Wooda, wyróżniającego sześć kategorii narracji kumpelskiej (podróż, marginalizację kobiet, nieobecność domu, męską miłość, figurę jawnego homoseksualisty oraz śmierć), Jagielski zastosował ją do filmu Wajdy:
| Kategoria              | Uzasadnienie                                                  |
| ---------------------- | ------------------------------------------------------------- |
| Podróż                 | Przenosiny z dworku w Kurowie do Łodzi                        |
| Marginalizacja kobiet  | Wykluczone z męskiej wspólnoty kobiety (Anka, Lucy Zuckerowa) |
| Nieobecność domu       | Zrywający z tradycją Karol                                    |
| Męska miłość           | Wzajemna lojalność Karola, Maksa i Moryca                     |
| Figura homoseksualisty | Moryc                                                         |
| Śmierć                 | Katastrofa w postaci zniszczenia fabryki                      |

Jednocześnie Jagielski, polemizując z Mazierską, zaznaczył, iż choć Borowiecki jako uosobienie męskości jest przeciwstawiony zniewieściałemu Morycowi, „relacje pomiędzy nimi nie kształtują się podług charakterystycznego dla narodowych narracji antyhomoseksualnego scenariusza”. Natomiast Tadeusz Lubelski odrzucił interpretację postaci granej przez Pszoniaka w duchu teorii queer, twierdząc, że Moryc nie kieruje się wobec Borowieckiego „pasją homoseksualną”, lecz „zauroczeniem wyrośniętego wiecznego chłopca, niepotrafiącego sobie poradzić z własnym dojrzałym wizerunkiem”.

### Styl filmowy
W retrospektywnych ocenach Ziemi obiecanej Wajdy zwrócono uwagę na ekspresyjny styl filmowy reżysera. Jak pisze Adam Garbicz, „wyjątkowo zmienna jest optyka zdjęć: od długich ogniskowych do świetnie wykorzystanej kamery ręcznej i szczególnie szerokokątnego obiektywu w epilogu”, dzięki czemu reżyserowi udało się osiągnąć mariaż reportażowego spojrzenia z wizją w duchu Metropolis. Falkowska oznajmiła, że reżyser nieustannie poraża widza szybkim montażem, estetycznie znakomitymi ujęciami oraz różnorodną kolorystyką. Zdaniem Falkowskiej sekwencje kręcone w ciemności ukazują beznadzieję życia w ośrodku przemysłowym, natomiast jasne, pełne żywych kolorów sekwencje dworku przywołują romantyczną wizję ziemiańskiej przeszłości. Tadeusz Miczka również zwrócił uwagę na kontrasty, jakimi cechuje się dzieło Wajdy: „[r]eżyser nieustannie zestawia ze sobą elementy brzydoty i przeciętności, piękna i kiczu”, a motywy brutalne czy też skatologiczne łączą się z poetyckimi bądź metafizycznymi. Także Nurczyńska-Fidelska zauważyła, iż kompozycja Ziemi obiecanej rozciąga się od impresjonistycznych pejzaży Kurowa po turpistyczną wizję Łodzi. Szczególną uwagę Nurczyńskiej-Fidelskiej zwróciła jednak sonorystyka: „huk i stukot maszyn, skrzyp kołowrotków i obroty kół we wnętrzach fabryk, ich skumulowany szum”. Z dźwiękami naturalnymi współistnieje muzyka Wojciecha Kilara, w której liryczny motyw dworku skontrastowany zostaje z mechanicystycznym motywem „tętna miasta”. Dictionnaire mondial des films wydawnictwa Larousse opisuje styl Wajdy następująco: „Kamera, bardzo mobilna i obecna, ma status uprzywilejowanego świadka w zrekonstruowanym dokumencie, który ożywia wydarzenia całej rozchwianej epoki” .
Patrick Friel dla magazynu „Film Comment” pisał, iż dzieło Wajdy łączy w sobie styl Davida Leana oraz Luchina Viscontiego, a kreację Olbrychskiego porównał do ról Omara Sharifa .

### Ocena po latach
Mimo kontrowersji panujących wokół Ziemi obiecanej, film Wajdy jest przez niektórych krytyków uznawany za arcydzieło kinematografii polskiej. Nurczyńska-Fidelska pisała, iż „[w]ybitna [...] powieść żyje swym nowym życiem. Ma ono postać arcydzieła sztuki innej – jest filmową Ziemią obiecaną”. Również Jagielski stwierdził, że „Ziemia obiecana to arcydzieło. Arcydzieło, które przyniosło reżyserowi pierwszą nominację do Oscara i wciąż dzierży palmę pierwszeństwa w rozmaitych plebiscytach na najwybitniejszy polski film wszech czasów”. Zdaniem Jana F. Lewandowskiego „[w] tym wyrazistym fresku o narodzinach kapitalizmu dostrzec można naturalistyczną wizję i analizę społeczną niemalże marksistowską, co nie osłabia jednak jej sugestywności”. Również Jerzy Płażewski oceniał film pozytywnie, twierdząc, że obrany przez Wajdę temat polskiego kapitalizmu „zaowocował galerią kapitalnych typów i kapitalnych wyglądów, ocalałych do dziś”. Leonard Quart dla pisma „Cinéaste” pisał, iż świat Ziemi obiecanej jest „zdefiniowany przez nadmiar i karykaturę dickensowską, a choć filmowi brakuje głębi i subtelności w potępianiu bezdusznego kapitalizmu, to jednak jest on zdecydowanie niezapomnianym przeżyciem”.
W plebiscycie z 2015 roku ogłoszonym przez Muzeum Kinematografii w Łodzi Ziemia obiecana zajęła pierwsze miejsce na liście najlepszych filmów polskich wszech czasów, wyprzedzając Rękopis znaleziony w Saragossie Wojciecha Jerzego Hasa oraz Popiół i diament Wajdy. W 2024 plebiscyt portalu Pełna Sala wyłonił Ziemię obiecaną jako trzynasty najlepszy polski film wszech czasów, podczas gdy w 2019 roku analogiczne głosowanie krytyków portalu Esensja.pl zakończyło się umiejscowieniem filmu na samym szczycie podium.